# Bayard Rustin
Bayard Rustin (West Chester, 17 de Março de 1912 – Manhattan, 24 de Agosto de 1987) foi um activista pelos direitos civis dos afro-americanos, sobretudo pelo seu papel de organizador da Marcha sobre Washington pelo Trabalho e pela Liberdade, em 1963. Foi conselheiro de Martin Luther King sobre resistência civil não-violenta. Rustin era abertamente gay e, na parte final da sua carreira, defendeu causas gay e lésbicas. Pouco antes da sua morte, em 1987, Rustin disse: "O barómetro da nossa posição sobre a questão dos direitos humanos já não reside na comunidade negra, mas na comunidade gay. Porque é esta comunidade que é mais facilmente maltratada."